# Graduate Women International
La Graduate Women International (GWI), connue jusqu'en 2015 sous le nom de Fédération internationale des femmes diplômées des universités (FIFDU), est une organisation internationale fondée en 1919.

## Description
Graduate Women International est une fédération d'associations, elle regroupe des associations nationales dans 60 pays et des membres à titre individuel dans plus de 40 pays, notamment la British Federation of Women Graduates, l'Association suédoise des femmes universitaires, la Canadian Federation of University Women, ou encore en France, l'Association française des femmes diplômées des universités. 
Cette organisation non gouvernementale bénéficie du statut consultatif auprès du Conseil économique et social des Nations unies et entretient des relations institutionnelles avec l'UNESCO et l'OIT. GWI est engagée dans la Commission on the Status of Women (CSW) et la Convention sur l'élimination de toutes les formes de discrimination à l'égard des femmes (CEDAW).

## Histoire
La Fédération internationale des femmes diplômées des universités est créée après la Première Guerre mondiale sous l'impulsion de trois universitaires : l'Américaine Virginia Gildersleeve du Barnard College, et les Britanniques Caroline Spurgeon, de l'université de Londres, et Rose Sidgwick de l'université de Birmingham. Son objectif est de favoriser l'entente, de promouvoir la paix et de favoriser les relations et les échanges entre les femmes,.
L'IFUW est fondée le 11 juillet 1919 à la London School of Medicine for Women, avec des membres fondatrices de trois pays, le Canada, le Royaume-Uni et les États-Unis. Un des objectifs majeurs est alors de favoriser la carrière universitaire des femmes. L'IFUW crée des bourses et favorise la fondation de clubs pour femmes où les universitaires pouvaient séjourner lors de leur séjours de recherche à l'étranger,.
Lors de la première conférence de la FIFDU à Londres en 1920, des organisations nationales de huit pays, Canada, Tchécoslovaquie, France, Royaume-Uni, Italie, Pays-Bas, Espagne et États-Unis, ont participé à la demande d'adhésion à la FIFDU, ainsi que des observatrices d'association en cours de formation, Afrique du Sud, Belgique, Danemark, Inde, Norvège. Caroline Spurgeon est élue présidente en 1920. La conférence de Genève en 1929 rassemble une trentaine d'associations nationales. En 1939, la FIFDU compte environ 80 000 membres et sans doute 94 000 en 1945.
L'association s'engage en faveur des droits des femmes, de l'accès à l'égalité et aux responsabilités professionnelles, de l'accès à un enseignement secondaire et supérieur de qualité ainsi qu'à une formation de haut niveau. Un de ses objectifs est de permettre une éducation universelle des femmes au-delà de l'école primaire,,. D'autres préoccupations se sont ajoutées depuis, c'est le cas du chômage des femmes diplômées. La Bulgarie a une association de femmes diplômées d'université de 1924 à 1950.
Le siège social de l'association est transféré de Londres à Genève en 1972. La Fédération internationale des femmes diplômées des universités (IFUW) prend le nom de Graduate Women International (GWI) en avril 2015.

## Personnalités en lien avec l'organisation

### Présidentes
La GWI publie une liste des anciennes présidentes sur son site :
- 1920-1924 : Caroline Spurgeon, cofondatrice anglaise.
- 1924-1926 : Virginia Gildersleeve, cofondatrice américaine.
- 1926-1929 : Ellen Gleditsch, chimiste norvégienne.
- 1929-1932 : Winifred Cullis, physiologiste anglaise.
- 1932-1937 : Johanna Westerdijk, botaniste néerlandaise[16].
- 1936-1939 : Virginia Gildersleeve
- 1939-1942 : Lekto S. Adamowicz (Pologne)
- 1947-1950 : Allie Vibert Douglas, astronome canadienne[17]
- 1950-1953 : F. E. Moran (Irlande)
- 1953-1956 : Dorothy Flagg Leet (États-Unis)
- 1956-1959 : Jeanne Chaton, historienne française[18].
- 1959-1962 : M. E. Cameron (États-Unis)
- 1962-1965 : Irene F. Hilton[19]
- 1965-1968 : Althea Kranz Hottel (États-Unis)
- 1968-1971 : Elisabeth Pauline Hulst-Steyn Parve, biochimiste néerlandaise[20]
- 1971-1974 : Bina Roy (Inde)[21].
- 1974-1977 : Elizabeth S. May (États-Unis)
- 1977-1980 : Daphne Purves (en) (Nouvelle-Zélande)
- 1980-1983 : Fumi Takano (Japon)
- 1983-1986 : Helen Simpson Dunsmore (Écosse)[22]
- 1986-1989 : Ritva Liisa Karvetti (Finlande)[23].
- 1989-1992 : Mary H. Purcell (États-Unis)[24]
- 1992-1995 : Chitra Ghosh (Inde)[25].
- 1995-1998 : Elizabeth M. E. Poskitt (Royaume-Uni)
- 1998-2001 : Linda Souter (Canada)[26]
- 2001-2004 : Reiko Aoki (Japon)[25]
- 2004-2007 : Griselda Kenyon (Royaume-Uni)
- 2007-2010 : Louise Croot (Nouvelle-Zélande)
- 2010-2013 : Marianne Haslegrave (Royaume-Uni)
- 2013-2016 : Catherine Bell (Afrique du Sud)[27].
- 2016-2019 : Geeta Desai (États-Unis)
- 2019-2022 : Terry Oudraad (Pays-Bas)
- 2023-2025 : Patrice Wellesley-Cole (Sierra Leone)

### Autres personnalités
- Theodora Bosanquet, critique littéraire britannique, première secrétaire (1920-1935)[28].
- Margaret Kidd, avocate écossaise, vice-présidente.
- Marguerite Mespoulet, angliciste française, vice-présidente (1923-1927)
- Lois Carter Kimball Mathews Rosenberry, historienne américaine, cofondatrice.
- Jo Schouwenaar-Franssen, femme politique néerlandaise, vice-présidente jusqu'en 1956.
- Nelly Schreiber-Favre, avocate suisse, vice-présidente (1926-1932)[28].
- Rose Sidgwick, historienne anglaise, cofondatrice.
- Martha Thomas, principale américaine de Bryn Mawr, membre fondateur.
- Karolina Widerström, gynécologue suédoise.
- Mary Emma Woolley, principale américaine de Mount Holyoke.

## Associations nationales affiliées
- American Association of University Women
- Asociación Española de Mujeres Universitarias (1920-1989)
- Association française des femmes diplômées des universités
- Association suisse des femmes diplômées des universités
- Association néerlandaise des femmes diplômées des universités (nl) (VVAO)
- Australian Graduate Women
- British Federation of Women Graduates
- Deutscher Akademikerinnenbund
- Fédération canadienne des femmes diplômées des universités
- Kvinnliga akademikers förening

## Congrès internationaux
L'association tient des congrès triennaux.